# Albert Lee
Albert Lee, född 21 december 1943 i Lingen i Herefordshire, är en brittisk gitarrist.
Lee föddes i Herefordshire men växte upp i Blackheath i London. Hans far var musiker och under sin uppväxt lärde sig Albert spela piano.  Under denna period blev han som många andra inspirerad av Buddy Holly och Jerry Lee Lewis. Han började spela gitarr 1958 och slutade skolan vid 16 års ålder för att spela på heltid följande år. Han var medlem i ett antal olika band från och med 1959 och spelade huvudsakligen country och rock'n'roll. Han hoppade konstant mellan olika grupper, och kunde ta plats i ett band som Jimmy Page lämnat, för att därefter bli ersatt av Ritchie Blackmore.
Trots positiva recensioner från musiktidskrifterna Melody Maker och New Musical Express tycktes hans karriär aldrig ta fart. Trots höga tekniska kvaliteter i sitt gitarrspel tycktes han sakna den scennärvaro och framtoning som hans jämlikar var i besittning av. Han flyttade till Los Angeles, Kalifornien 1974 där han huvudsakligen spelade som studiomusiker. Hans försök att spela in och ge ut soloskivor ledde dock ingenstans. 1976 blev Lee medlem i Emmylou Harris Hot Band och hittade en nisch där hans talang uppskattades. Från 1978 arbetade han sedan under fem år med Eric Clapton.
Han har fortsatt att spela i studio och på turnéer och har under senare år turnerat med Bill Wymans Rhythm Kings Band och The Everly Brothers. Han har även medverkat som gästartist i konsertfilmen One Night With The Refreshments med det svenska bandet The Refreshments.

## Bandlista (urval)
- Chris Farlowe And The Thunderbirds
- The Crickets
- Country Fever
- Heads Hands & Feet
- Emmylou Harris Hot Band
- Hogan's Heroes (gitarr och sång)
- Bill Wyman's Rhythm Kings
- The Biff Baby All-Stars

## Diskografi
- Albert Lee – Black Claw/Country Fever
- Heads Hands & Feet – Heads, Hands & Feet
- Heads Hands & Feet – Tracks
- Heads Hands & Feet – Old Soldiers Never Die
- Heads Hands & Feet – Home From Home - The Missing Album
- Albert Lee – Hiding
- Albert Lee – Albert Lee
- Albert Lee – Speechless
- Albert Lee – Gagged But Not Bound
- Albert Lee & Hogan's Heroes – In Full Flight!
- Brit Rock – Back On Track (samlingsalbum)

Medverkan på andra artisters album (urval):
- Jerry Lee Lewis – The London Sessions
- Emmylou Harris – Luxury Liner
- Eric Clapton – Just One Night, Another Ticket, Money and Cigarettes